# Solva vittata
Solva vittata är en tvåvingeart som först beskrevs av Carl Ludwig Doleschall 1859.  Solva vittata ingår i släktet Solva och familjen lövträdsflugor. Inga underarter finns listade i Catalogue of Life.